# إبراهيم كشت
إبراهيم عيـسى كشـت كاتب وباحـث أردني. ولد في مدينة عـمان عـام 1962 ، من أصول شـركسية .

## مؤلـفاته
أصدر مؤلـفات عـدة في مجـال الإدارة، والفـكر، و قضـايا المجتمـع، أولها كتابه (ومضات إدارية) الذي صدر عـام 1999، وأعيدت طباعته عدة مرات، وأصدر مسرحية حول التخلف الاجتماعي بعنوان (الشمعة التي أضاءها فطين)، و من مؤلفاته أيضا كتاب (تفكيرنا بين النمط السقيم والمنهج السليم) الذي صدر عـام 2006 ، و كتاب المعاني السامية 2010، كماصدر عدة مؤلفات قانونية بالمشاركة مع آخرين .
يكتب لجريدة الرأي الأردنية منذ عدة سنوات ضمن زاوية تحمل اسم في النفس والمجتمع، وهو عضو رابطة الكتاب الأردنيين وعضو في الجمعية الفلسفية الأردنية.